# Ricotta forte
La ricotta forte o (a seconda delle zone) nella forma dialettale ricotta 'scante, scanta, ascuante, squant (dal latino ustulo = brucio, per il suo sapore) è un prodotto caseario morbido e spalmabile. È tipico dell'Italia meridionale e in particolar modo di Basilicata e Puglia.
A differenza della ricotta salata, la ricotta forte è cremosa e dal sapore piccante e leggermente amarognolo. Come gli altri tipi di ricotta, è ottenuta dal siero di latte. 
È analoga per preparazione al formaggio cremoso greco kopanisti, e ugualmente fermentata a opera di batteri e lieviti; assume sapore piccante e odore molto intenso, che ricorda all'incirca quello del pecorino di lunga stagionatura, anche grazie a diversi acidi grassi volatili isolati come butirrico, caproico, lattico e acetico. 
Si usa in modiche quantità per insaporire il sugo della pasta artigianale. Oppure si può gustare spalmata sulla bruschetta con le acciughe sotto sale. Tipico è anche l'utilizzo come farcitura dei panzerotti fritti.